# Beaumotte-lès-Pin
Beaumotte-lès-Pin település Franciaországban, Haute-Saône megyében. Lakosainak száma 283 fő (2022. január 1.). Beaumotte-lès-Pin Courcuire, Chevigney-sur-l'Ognon, Émagny, Avrigney-Virey, Brussey és Pin községekkel határos.

## Népesség
A település népességének változása:
| Lakosok száma | 291  | 301  | 306  | 307  | 301  | 294  | 288  | 284  | 283  |
|               | 2013 | 2015 | 2016 | 2017 | 2018 | 2019 | 2020 | 2021 | 2022 |